# ジーイーエヌ
株式会社ジーイーエヌは、かつて存在した日本の企業。福岡県福岡市博多区に本社を置き、物流設備エンジニアリング及びシステム開発を展開していた。
物流や流通向けのエンジニアリング及び、WMS等のシステム開発に強みを持っていた。
2011年の報道によると、当時、物流システムの設計やメンテナンスなどを主力としていて、従業員数は160人、2011年8月期の売上高は約15億円の見込み、であった。

## 沿革
- 1998年9月 - 後藤 元晴が福岡県行橋市で会社設立。
- 2001年1月 - 本社を福岡県行橋市から北九州市八幡西区黒崎に移転。
- 2001年6月 - 株式会社に変更。
- 2003年7月 ｰ ロボット産業振興会議会員
- 2006年9月 ｰ 資本金5000万に増資
- 2007年7月 - 北九州市が開設したカー・エレクトロニクスセンターに研究員を派遣[2]
- 2010年9月 ｰ 物流部門開設
- 2011年5月 ｰ 建設業取得
- 2012年9月 ｰ 在庫管理「GIMS」リリース
- 2010-12年度、自律走行型の無人搬送車（AGV）の開発を、公益財団法人福岡県産業・科学技術振興財団と九州工業大学と合同で行った[3][1]。
- 2014年8月 ｰ 搬送台車システム特許取得
- 2018年1月 ｰ 在庫管理「GIMS」Ver2リリース
- 2019年2月 ｰ RPAテクノロジーズと「BizRobo! mini」のライセンス契約締結
- 2020年9月 ｰ 本社を北九州市八幡西区黒崎から、福岡市博多区に移転及び北九州工場を取得
- 2021年3月 ｰ 庁舎機能の移転に伴い、福岡県千代合同庁舎へ本社を移転[4]
- 2022年4月 ｰ 事業譲渡により法人解散

## 事業所
- 北九州工場 -  福岡県北九州市八幡西区

## 主要取引先
- 日鐵テックスエンジ
- 安川電機
- アイリスオーヤマ
- 三菱重工機械システム
- キオクシア